# Universitatea de Vest „Vasile Goldiș” din Arad
Universitatea de Vest „Vasile Goldiș” din Arad este o universitate privată, cu sediul în municipiul Arad. Înființată în 1990, cu două facultăți, universitatea a crescut între timp la un număr de 6 facultăți, cu aproximativ 4500 de studenți înscriși în cele trei cicluri de licență (180, 240, 300, 360 credite ECTS), master (90 și 120 credite ECTS) și doctorat. Universitatea este semnatară a Cartei Procesului Bologna din 1999.
In cei 30 de ani, Universitatea de Vest „Vasile Goldiș” din Arad a devenit o cetate a științei și culturii arădene,transilvane și euro-regionale, integrată în spațiul european al cercetării și educației, fiind afiliată la organizații internaționale printre care: Asociația Universităților Europene – EUA, Magna Charta Observatory, Consorțiul European „Carolus Magnus”, Conferința Rectorilor Danubieni – DRC,Asociația Universităților Transcarpatice – ACRU, Asociația Internațională a Președinților de Universități – IAUP, Academia Europenă de Științe și Arte din Salzburg – Austria, Uniunea Universităților Euro-asiatice EURAS și deține vicepreședinția Federației Europene a Școlilor – FEDE, organism participativ la lucrările Consiliului Europei.
Sub egida Senatului Universității, integrarea cercetării științifice cu învățământul universitar și practica profesională este asigurată prin creșterea calității activității academice într-o dimensiune pluridisciplinară, inovativă și multiculturală, desfășurată în veritabile laboratoare de cercetare și formare științifică: Institutul de Științe ale Vieții, Incubatorul Tehnologic și de Afaceri ITA, Centrul de Cercetări Socio-Umane, Centrul de Studii Iudaice, Centrul Româno – Brazilian, Centrul Cultural Italian, Centrul de studii germanice „Fr. Schiller”.
Consecventă crezului său tradițional, „Prin noi înșine!”, universitatea arădeană are larg deschise porțile sale către tinerii doritori să urmeze cursurile învățământului superior, membrilor și organizațiilor comunității arădene, care au acordat și acordă sprijin dezvoltării unei instituții academice comunitare cum este cea a noastră. 

## Istoric
Inca de la infiintarea sa in anul 1990, Universitatea de Vest „Vasile Goldis” din Arad a devenit o cetate a stiintei si culturii aradene, transilvane si euroregionale, integrata in spatiul european al cercetarii si educatiei, fiind afiliata la numeroase organizatii internationale.  
Prin cele șase facultăți ale sale, Universitatea de Vest „Vasile Goldiș” din Arad oferă tinerilor deschiși spre formare intelectuală și spre actul de creație o largă diversitate de programe de studii pentru nivelele de studii universitare de licență, masterat și doctorat, facilitându-le formarea în carieră, împlinirea profesională și recunoașterea socială.
De asemenea, grație performanțelor de până acum, Universitatea noastră a devenit partenera a peste 100 de prestigioase instituții academice din țară și din întreaga lume, participând activ la dezvoltarea socio-economică și culturală a României.

## Facultăți
- Facultatea de Medicină
- Facultatea de Farmacie
- Facultatea de Medicină Dentară
- Facultatea de Științe Economice; Inginerie si Informatică
- Facultatea de Științe Juridice
- Facultatea de Științe Socio-Umane, Educatiei fizică și Sport

## Conducerea Universității
- Prof.dr. Coralia Adina Cotoraci - Rector
- Prof.dr. Petru Darău - Prorector pentru strategia instituțională și managementul calității.
- Prof.dr. Anca Hermenean - Prorector cercetare științifică și studii doctorale
- Conf.dr. Cristian Bențe - Prorector pentru strategia de resurse umane, administrație și relația cu mediul economico-social
- Conf.dr.  Andrei Anghelina - Prorector pentru strategia academică și programe de studii
- Conf.dr. Paul Freiman - președintele Senatului

## Asociații studențești
- LSUVVG - Liga Studenților din Universitatea de Vest „Vasile Goldiș” din Arad

### Asociații studențești afiliate
- ELSA Arad - Asociația Europeană a Studenților la Drept

### Asociații ale absolvenților
- ALUMNI - Asociația Absolvenților Universității de Vest "Vasile Goldiș" din Arad Arhivat în 5 februarie 2013, la Wayback Machine.